# Lennart Berntsson
Lennart Berntsson är en svensk före detta fotbollsspelare som representerade Gais åren 1977–1978.
Berntsson kom inför säsongen 1977 till Gais från den lilla Orustklubben Myckleby IK. Han blev dock aldrig ordinarie i Gais och gjorde sammanlagt 14 matcher (0 mål) i division II 1977 och 1978 innan han försvann från klubben. Han gick sedan tillbaka till Myckleby, varifrån han till säsongen 1982 värvades av IFK Trollhättan.